# Grand Prix automobile de Belgique 1977
Résultats du Grand Prix de Belgique de Formule 1 1977 qui a eu lieu sur le circuit de Zolder le 5 juin 1977.

## Classement
| Pos  | N° | Pilote             | Écurie             | Tours | Temps/Abandon      | Grille | Points |
| ---- | -- | ------------------ | ------------------ | ----- | ------------------ | ------ | ------ |
| 1    | 6  | Gunnar Nilsson     | Lotus-Ford         | 70    | 1 h 55 min 05 s 71 | 3      | 9      |
| 2    | 11 | Niki Lauda         | Ferrari            | 70    | +14 s 19           | 11     | 6      |
| 3    | 3  | Ronnie Peterson    | Tyrrell-Ford       | 70    | +19 s 95           | 8      | 4      |
| 4    | 19 | Vittorio Brambilla | Surtees-Ford       | 70    | +24 s 98           | 12     | 3      |
| 5    | 17 | Alan Jones         | Shadow-Ford        | 70    | + 1 min 15 s 47    | 17     | 2      |
| 6    | 8  | Hans-Joachim Stuck | Brabham-Alfa Romeo | 69    | + 1 tour           | 18     | 1      |
| 7    | 1  | James Hunt         | McLaren-Ford       | 69    | + 1 tour           | 9      |        |
| 8    | 4  | Patrick Depailler  | Tyrrell-Ford       | 69    | + 1 tour           | 5      |        |
| 9    | 25 | Harald Ertl        | Hesketh-Ford       | 69    | + 1 tour           | 25     |        |
| 10   | 27 | Patrick Nève       | March-Ford         | 68    | + 2 tours          | 24     |        |
| 11   | 34 | Jean-Pierre Jarier | Penske-Ford        | 68    | + 2 tours          | 26     |        |
| 12   | 18 | Larry Perkins      | Surtees-Ford       | 67    | + 3 tours          | 23     |        |
| 13   | 31 | David Purley       | LEC-Ford           | 67    | + 3 tours          | 20     |        |
| 14   | 37 | Arturo Merzario    | March-Ford         | 65    | + 5 tours          | 14     |        |
| Nc.  | 33 | Boy Hayje          | March-Ford         | 63    | Non classé         | 27     |        |
| Abd. | 20 | Jody Scheckter     | Wolf-Ford          | 62    | Moteur             | 4      |        |
| Abd. | 2  | Jochen Mass        | McLaren-Ford       | 39    | Accident           | 6      |        |
| Abd. | 26 | Jacques Laffite    | Ligier-Matra       | 32    | Moteur             | 10     |        |
| Abd. | 22 | Clay Regazzoni     | Ensign-Ford        | 29    | Moteur             | 13     |        |
| Abd. | 12 | Carlos Reutemann   | Ferrari            | 14    | Accident           | 19     |        |
| Abd. | 24 | Rupert Keegan      | Hesketh-Ford       | 14    | Accident           | 7      |        |
| Abd. | 16 | Riccardo Patrese   | Shadow-Ford        | 12    | Accident           | 15     |        |
| Abd. | 10 | Ian Scheckter      | March-Ford         | 8     | Accident           | 21     |        |
| Abd. | 28 | Emerson Fittipaldi | Copersucar-Ford    | 2     | Panne électrique   | 16     |        |
| Abd. | 5  | Mario Andretti     | Lotus-Ford         | 0     | Accident           | 1      |        |
| Abd. | 7  | John Watson        | Brabham-Alfa Romeo | 0     | Accident           | 2      |        |
| Nq.  | 36 | Emilio de Villota  | McLaren-Ford       |       | Non qualifié       |        |        |
| Nq.  | 9  | Alex Ribeiro       | March-Ford         |       | Non qualifié       |        |        |
| Nq.  | 35 | Conny Andersson    | BRM                |       | Non qualifié       |        |        |
| Nq.  | 38 | Bernard de Dryver  | March-Ford         |       | Non qualifié       |        |        |
| Nq.  | 39 | Héctor Rebaque     | Hesketh-Ford       |       | Non qualifié       |        |        |

- Légende : Abd.=Abandon

## Pole position et record du tour
- Pole position : Mario Andretti en 1 min 24 s 64 (vitesse moyenne : 181,276 km/h).
- Tour le plus rapide : Gunnar Nilsson en 1 min 27 s 36 au 53e tour (vitesse moyenne : 175,632 km/h).
  - Certaines sources (telles L'année Automobile no 25 1977-1978, revue L'Automobile no 373 juillet 1977, Guide Marlboro des Grands Prix 1982-1983), attribuent le record du tour en course à Vittorio Brambilla en 1 min 27 s 30 (175,752 km/h).

## Tours en tête
- Jody Scheckter : 16 (1-16)
- Jochen Mass : 2 (17-18)
- Vittorio Brambilla : 4 (19-22)
- Niki Lauda : 27 (23-49)
- Gunnar Nilsson : 21 (50-70)

## À noter
- 1re victoire pour Gunnar Nilsson.
- 61e victoire pour Lotus en tant que constructeur.
- 101e victoire pour Ford Cosworth en tant que motoriste.
- 1er départ en Grand Prix pour l'écurie de l'écurie LEC.
- Présentation du prototype à 6 roues March 2-4-0.